# Зелёная линия (Бакинский метрополитен)
Зелёная линия (азерб. Yaşıl Xətt) — вторая линия Бакинского метрополитена. Эксплуатация осуществляется в совместном маршрутном движении с Красной линией. На участке «Джафар Джаббарлы» — «Шах Исмаил Хатаи» пассажиров перевозят двумя челночными поездами, вне остальной сети. В перспективе к 2040 году должна стать кольцевой линией.

## История
- 22 февраля 1968: 28 Апреля (ныне 28 Мая) — Шаумян (ныне Шах Исмаил Хатаи), 2238 м
- 31 декабря 1976: 28 Апреля — Низами Гянджеви, 2100 м
- 31 декабря 1985: Низами Гянджеви — Эльмляр Академьясы — Иншаатчылар — 20 Января — Мемар Аджеми, 6426 м
- 27 декабря 1993: Джафар Джаббарлы (теперь поезда со станции Шах Исмаил Хатаи едут не на 28 Мая, а на Джафар Джаббарлы)
- 9 октября 2008: Мемар Аджеми — Насими, 1796 м
- 30 декабря 2009: Насими — Азадлыг проспекти, 1390 м
- 29 июня 2011: Азадлыг проспекти — Дарнагюль, 1758 м

## Перспективы развития
Главными задачами являются объединение 2 частей линии (участок линии от Низами Гянджеви до Дарнагюля, включающий 8 станций, со станциями Джафар Джаббарлы и Шах Исмаил Хатаи), а также строительство депо «Дарнагюль», чтобы составы с Зелёной линии не приходилось отправлять в депо имени Наримана Нариманова, находящееся на Красной линии. Сейчас поезда со станции Низами Гянджеви едут на 28 Мая, а после реконструкции этой части тоннеля поезда будут ехать на станцию Джафар Джаббарлы. После этого Зелёная линия будет продлена от станции Шах Исмаил Хатаи до будущей станции Ази Асланов-2, а затем постройка станций Гюнешли и Йени Гюнешли. Впоследствии будет построено ещё 7 станций, а тоннели дойдут до станции Дарнагюль, то есть Зелёная линия будет закольцована. В результате количество станций увеличится с 10 до 23. 17 августа 2016 года Бакинский метрополитен заявил о начале строительства станций Y-14, Y-15, Y-16.